# Chetpat Aiyar
Sir Chetpat Paatabhirama Ramaswami Aiyar, né le 12 novembre 1879 à Wandiwash et mort le 26 septembre 1966 à Londres, est un avocat et un homme d'État indien, qui est dewan (Premier ministre) de l’État du Travancore (1936-1948).

## Biographie
Appelé au barreau de Madras en 1903, Chetpat Aiyar rejoint le Congrès national, sert sur plusieurs comités consultatifs, devenant avocat général du Congrès en 1920. En 1926 et en 1927, il représente l’Inde à la Société des Nations à Genève. Après l’indépendance acquise en 1947, il se retire de la vie publique. Il dirige la délégation des représentants universitaires indiens lors d'un voyage officiel en Chine en 1955.
En 1964, il participe à la fondation du Vishva Hindu Parishad. 